# Katholieke Partij (Indonesië)
De Katholieke Partij (Indonesisch: Partai Katolik) was een politieke partij in Nederlands-Indië en Indonesië tussen 1923 en 1973.

## Geschiedenis
In 1923 werd de "Javaanse Katholieke Politieke Vereniging" (Javaans: Pakempalan Politik Katolik Djawi, PPKD) opgericht door onder andere I.J. Kasimo. De groep lieerde zich in eerste instantie aan de Indische Katholieke Partij (IKP). Terwijl de IKP de belangen van vooral Nederlandse katholieken in Indië behartigde, was de PPKD gericht op Javaans nationalisme. Dit botste, en op 22 februari 1925 werd de PPKD een onafhankelijke politieke partij. In 1930 werd de doelgroep van de partij verruimd (in plaats van alleen Java heel Indonesië), en de naam gewijzigd in "Indonesische Katholieke Politieke Vereniging" (Indonesisch: Persatuan Politik Katolik Indonesia, PPKI). In 1939 sloot de PPKI zich aan bij de GAPI.
Tijdens de Japanse bezetting van Nederlands-Indië werd de PPKI opgeheven door de Japanners. In het geheim bleef de partij echter actief, en meteen na de onafhankelijkheid in augustus 1945 werd I.J. Kasimo als PPKI-lid aangewezen als lid van het Centraal Indonesisch Nationaal Comité, het tijdelijke parlement. Kort daarna, op 8 december 1945, werd de naam van de PPKI gewijzigd in de "Katholieke Partij van de Republiek Indonesië" (Partai Katolik Republik Indonesia, PKRI).
Namens de PKRI was I.J. Kasimo in de jaren 1948-1949 minister van voedsel en welvaart in het noodkabinet en het kabinet-Hatta II. Van 7 tot 12 december 1949, vlak voor de soevereiniteitsoverdracht, werd er een groot nationaal katholiek congres gehouden in Yogyakarta. Hier werd besloten om te komen tot een fusie van alle katholieke organisaties in de Verenigde Staten van Indonesië, waaronder de PKRI en zes andere politieke partijen en organisaties uit Makassar, Timor, Manado, Kalimantan en Flores (2x). De nieuwe fusiepartij ging simpelweg "Katholieke Partij" heten.
In de jaren 50 leverde de Katholieke Partij nog ministers aan de kabinetten Natsir, Soekiman, Wilopo en Boerhanoeddin Harahap.
Onder druk van president Soeharto werden in 1973 alle Indonesische oppositiepartijen samengevoegd in twee partijen: de islamitische Verenigde Ontwikkelingspartij (PPP) en de nationalistische, niet-islamitische Indonesische Democratische Partij (PDI). De Katholieke Partij werd samen met PNI, IPKI, de Murba-partij en de Indonesische Christelijke Partij opgenomen in de PDI.

## Verkiezingsuitslagen
| Jaar                | Stemmen | Percentage | Zetels   |
| ------------------- | ------- | ---------- | -------- |
| 1955 (DPR)          | 770.740 | 2,04%      | 6 / 257  |
| 1955 (Konstituante) | 748.591 | 1,99%      | 10 / 514 |
| 1971                | 603.740 | 1,10%      | 3 / 360  |